# Cayratia palauana
Cayratia palauana là một loài thực vật hai lá mầm trong họ Nho. Loài này được (Hosok.) Suess. miêu tả khoa học đầu tiên năm 1953.